# Joachim Andersen (fotbollsspelare)
Joachim Christian Andersen, född 31 maj 1996, är en dansk fotbollsspelare som spelar för Fulham.

## Karriär
Den 28 juli 2021 värvades Andersen av Crystal Palace, där han skrev på ett femårskontrakt. Den 23 augusti 2024 värvades Andersen av Fulham, där han skrev på ett femårskontrakt.